# キルギス国境庁
キルギス国境庁（キルギスこっきょうちょう）は、キルギス共和国の国境軍（国境警備隊）を管轄する機関。総員約5千人。

## 歴史
キルギス国境軍の編成は、1998年に始まった。それまでは、ロシア連邦国境庁の作戦集団がキルギス国境を警備していた。
2000年までに全ての国境支隊と国境検問所がキルギスの管轄下に移管され、キルギス国防省国境警備総局とキルギス国家保安庁国境警備総局が管轄した。
2002年10月、国境警備任務は、独立の国境庁に移管された。
2010年キルギス騒乱の際、国境軍は、共和国軍と共に、ローザ・オトゥンバエヴァを首班とする暫定政府側に付いた。

## 歴代長官
| 職名 | 氏名                     | 階級     | 在任期間             | 出身校                               | 前職                     |
| ---- | ------------------------ | -------- | -------------------- | ------------------------------------ | ------------------------ |
| 長官 | カルムラート・サディエフ | 中将     | 2002-2005.4          |                                      |                          |
| 長官 | ムィルザカン・スバノフ   | 退役大将 | 2005.4-2006.5        | タシケント高等諸兵科共通指揮学校     | 国会議員                 |
| 長官 | アスカルベク・ジャパロフ | 少将     | 2009.10.26-2010.4.26 | オルジョニキゼ高等諸兵科共通指揮学校 | キルギス共和国軍参謀総長 |
| 長官 | クルマナクン・マテノフ   |          | 2010.4.26-           |                                      |                          |